# Hekelingen
Hekelingen est un village de la commune néerlandaise de Nissewaard, dans la province de la Hollande-Méridionale. Le 1er janvier 2007, le village comptait 1 680 habitants.

## Histoire
Hekelingen a été une commune indépendante jusqu'au 1er mai 1966, date de son rattachement à Spijkenisse.